# ピキ
ピキ(Piki)は、コーンミールから作られるホピ族のパンである。

## 作り方
ホピ族の主食であるブルーコーンは、まず石皿で細かい粉状にし、ニシュタマリゼーションのために水とビャクシンの灰と混ぜる。アメリカ原産のカボチャやヒマワリ、500年以上前にアフリカからアメリカに伝わってきたスイカから取った油を塗って加熱した大きく平たい焼き石に薄い生地を手で塗る。ほぼ瞬間的に焼き上がり、石から剥がすと、薄くて向こう側が透けるほどである。何枚かのピキを緩く丸めることもある。
粉に挽くところからピキを作るのに数日間かかる。交際期間から結婚式までの様々な段階で女性が作り、結婚式の朝にはカップルで食べる習慣がある。